# Castelnau-sur-Gupie
Castelnau-sur-Gupie – miejscowość i gmina we Francji, w regionie Nowa Akwitania, w departamencie Lot i Garonna.
Według danych na rok 1990 gminę zamieszkiwało 627 osób, a gęstość zaludnienia wynosiła 41 osób/km² (wśród 2290 gmin Akwitanii Castelnau-sur-Gupie plasuje się na 625. miejscu pod względem liczby ludności, natomiast pod względem powierzchni na miejscu 743.).